# Friedrich Haumann

Friedrich Haumann

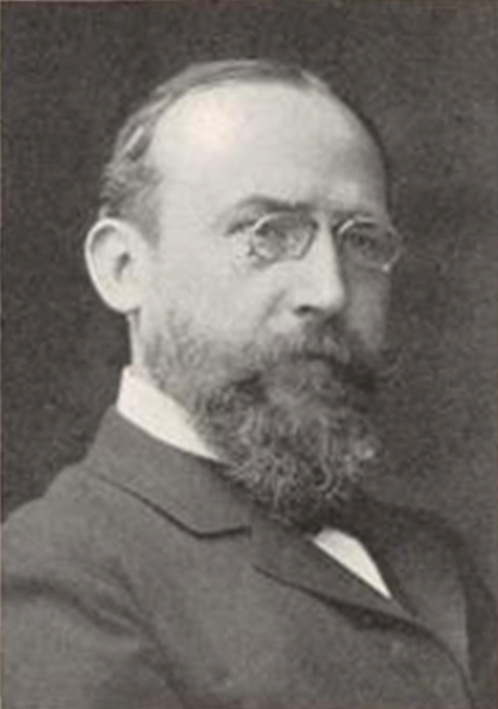
Friedrich Haumann, Oberbürgermeister a. D., Mitglied des Vorstandes der Kunstausstellung im Kunstpalast Düsseldorf, 1904

Friedrich genannt Fritz Haumann (* 21. Februar 1857 in Elberfeld (heute Stadtteil von Wuppertal); † 7. November 1924 in Köln) war ein deutscher Beamter, Oberbürgermeister und Generaldirektor.

## Herkunft und Ausbildung
Der Protestant Fritz Haumann wurde als Sohn des Eisenbahnkalkulators (kaufm. Angestellter im betrieblichen Rechnungswesen) Gustav Friedrich Haumann und der Margaretha Haumann, geb. Krause geboren. Nach dem Besuch des Gymnasiums in seiner Heimatstadt, das er mit Ablegung der Reifeprüfung im Jahr 1876 verließ, studierte er Rechtswissenschaften in Berlin und Bonn. Er war Mitglied der Studentenverbindung Turnerschaft Germania Bonn. Nach der Ernennung zum Gerichtsassessor im Jahr 1884 betätigte er sich vorübergehend in Elberfeld als Rechtsanwalt.

## Tätigkeit in der Kommunalverwaltung
Zum 11. Januar 1886 wechselte Haumann mit seiner Ernennung als 2. besoldeter Beigeordneter der Stadt Essen in die Kommunalverwaltung. Nach nur drei Jahren wurde er am 6. Juli 1889 zum Bürgermeister von Oberhausen gewählt, das damals noch Teil des Landkreises Mülheim an der Ruhr war. Seine Amtseinführung folgte am 1. Oktober 1889. Durch die Wahl vom 28. Mai 1894 trat er dann am 3. September 1894 die Nachfolge des langjährigen Solinger Bürgermeisters Gustav van Meenen (1827–1912, Bürgermeister von 1870 bis 1894) an. Nach dem Ausscheiden des Stadtkreises Solingen zum 1. April 1896 aus dem Verband des Landkreises Solingen folgte am 15. Mai 1896 die Verleihung des Titels Oberbürgermeister. Zum 30. Juni 1896 schied er jedoch aus dem Amt, da er in die Privatwirtschaft übertrat.
Nach ihm erhielt in Solingen 1935 die Haumannstraße diesen Namen.

## Tätigkeit in der Privatwirtschaft
Haumann übernahm zum 1. Juli 1896 als Direktor die Leitung der Rheinischen Bahngesellschaft in Düsseldorf. Die Gesellschaft war am 25. März 1896 durch die Kommerzienräte Heinrich Lueg, Franz Haniel, August Bagel und den Geheimen Kommerzienrat Friedrich Vohwinkel begründet worden und verfügte über ein Kapital von 12 Millionen Mark. Nach der Baulanderschließung im großen Stil zur Kapitalgewinnung, auf Flächen der damaligen Gemeinde Heerdt, in Oberkassel, Niederkassel, Ober- und Niederlörick, war primäres Ziel, die Errichtung einer Rheinbrücke zur Verbindung von Düsseldorf mit der linken Rheinseite und die Inbetriebnahme der „Ersten elektrischen Schnellzugkleinbahn Europas“. Zum 1. Juli 1906 trat Haumann als Generaldirektor in das Kölner Unternehmen Vereinigte Stahlwerke van der Zypoen und Wissener Eisenhütten AG ein. Mit dem Auslaufen seines Vertrages im Jahr 1917 gehörte er dann dem Aufsichtsrat des Unternehmens an, das unter anderem Waggons für Straßen- und Kleinbahnen produzierte. Nach Steller erfreute sich der Jurist Haumann „in der rheinisch-westfälischen Eisen- und Stahlindustrie eines hohen Ansehens wegen seiner hervorragenden geistigen und Gesinnungseigenschaften und wegen seiner vorzüglichen Befähigung zur Leitung großer Betriebe.“

## Familie
Friedrich Haumann heiratete am 15. August 1885 in Elberfeld die Auguste (Gussi) Schnabel, eine Tochter des Elberfelder Kaufmannes Heinrich Schnabel. Sie hatten fünf Kinder: Otto, Ernst, Helmut, Margret und Erika.